# Death Trance
Death Trance (デス・トランス) es una película japonesa de Ciberpunk y fantasía del año 2005. Está protagonizada por Tak Sakaguchi, Kentaro Seagal y Takamasa Suga. La película fue el debut como director de Yuji Shimomura, conocido por su trabajo como director de acción, especialista de cine y colaborador frecuente de Ryuhei Kitamura. La banda sonora de la película presenta varias pistas de la banda de rock Dir en grey.

## Argumento
En una época posapocalíptica, el Templo de Tougan custodia el místico Ataúd Negro que según las leyendas concederá un deseo a quien lo lleve al Bosque Prohibido del Oeste, por ello, desde hace siglos han debido enfrentar a bandidos y ejércitos que intentan hacerse con su propiedad, sin embargo, los poderosos monjes guerreros que componen la orden siempre los acabaron sin dificultad. Sin embargo, un día un hombre solitario llamado Grave (Tak Sakaguchi) ataca el templo, sin esfuerzo masacra a todos, roba el ataúd y comienza el peregrinaje al Bosque prohibido.
Un novicio llamado Ryuen (Takamasa Suga) regresa a Tougan de un viaje descubriendo el ataque y al monje superior gravemente herido pero vivo, este le explica que aunque la leyenda cuenta que el ataúd tiene el poder de conceder un deseo, los monjes Tougan creen que encierra a una Diosa desterrada del Cielo, cuya liberación marcará el inicio del apocalipsis. El anciano entrega al novicio una mística espada sellada, explicando que solo permitirá ser desenvainada si la diosa se libera y solo si es empuñada por el elegido, tras esto le encomienda que persiga y detenga a Grave antes que llegue al bosque.
Grave viaja seguido por una pequeña y misteriosa niña (Honoka Asada) que apareció tras robar el ataúd, el hombre siempre ha disfrutado combatir contra oponentes fuertes y su objetivo es pedir al ataúd el conocer y enfrentar al enemigo más poderoso del mundo. Mientras viaja llega a una taberna donde se detiene a comer ya que no se ha alimentado desde antes de asaltar el templo y se encuentra al límite de su fuerza; el lugar se encuentra lleno de bandidos quienes se han enterado de que ha robado el ataúd y antes que pueda comer lo atacan pensando que podrán quitárselo, sin embargo a pesar de su debilidad Grave acaba con todos y sigue su camino.
Mientras sigue la pista de Grave, Ryuen es emboscado por asaltantes, pero es rescatado por un guerrero llamado Sid (Kentaro Seagal), quien lleva consigo un lanzacohetes y una muñeca de trapo; Sid también tiene como objetivo arrebatar el ataúd a Grave y a pesar de no prestar atención a las advertencias del monje ambos comienzan a viajar juntos para interceptar al ladrón. Al mismo tiempo, una misteriosa mujer llamada Yuri (Yuhki Takeuchi) parece presentir que el ataúd fue robado y también comienza a seguirlo.
Grave acampa esa noche al aire libre sin encontrar nada que comer y tampoco nota que dos gemelas lo espían. A la mañana siguiente despierta y descubre que las muchachas y su grupo de bandidos huyen con el ataúd iniciando una nueva pelea con él; mientras Grave acaba con los bandidos, Sid roba el ataúd y escapa acompañado de la pequeña niña; al mismo tiempo, Yuri le quita la espada a Ryuen asegurando que él no es el indicado y aun no es el momento que sea usada, tras esto intercepta a Sid e intenta asesinar a la niña, pero una fuerza misteriosa se lo impide por lo que en su lugar trata de destruir el ataúd golpeándolo con la espada sellada. Grave la encuentra y confronta, por lo que Yuri le ofrece la espada, pero el tampoco es capaz de desenvainarla, ambos se enfrentan y la muchacha sale victoriosa sin esfuerzo, demostrando habilidades sobrehumanas, por lo que se lleva el ataúd.
Grave despierta, descubre que Ryuen lo ha estado cuidando y las gemelas han traído comida para él. Yuri ha llegado a los alrededores del Bosque Prohibido, que se encuentra en el centro de un enorme cráter y allí la intercepta Grave, quien la reduce sin dificultad explicando que solo lo derrotó porque el hambre lo había debilitado demasiado y haciendo caso omiso a las advertencias de la muchacha persigue al interior del bosque a Sid, quien aprovechó la pelea para robar el ataúd.
Dentro del bosque ambos son atacados por mutantes antropófagos, pero Grave logra acabar con ellos, la niña le muestra que en el centro del bosque hay un portal que debe cruzar con el ataúd. Ryuen encuentra a Sid herido quien antes de morir confiesa que su intención era usar el deseo para resucitar a su hija; Yuri alcanza al novicio y confirma las sospechas del monje superior: la Diosa de la Destrucción fue una entidad poderosa que hace mucho casi destruyó el cielo antes de ser exiliada al mundo mortal, donde su poder le fue arrebatado y sellado dentro del ataúd, pero si este fuera depositado en el altar al interior del bosque la diosa recuperaría sus fuerza, obteniendo la libertad para destruir este mundo y el cielo; por ello le devuelve la espada al joven y le encomienda que lo evite a toda costa.
Tras cruzar el portal Grave encuentra el altar en medio de un desierto, Ryuen lo alcanza y aunque intenta razonar y enfrentarlo no logra detenerlo, cuando el sarcófago en depositado en el altar la niña entra en el y se transforma revelando que ese cuerpo era su forma carente de poder, pero ahora que lo ha recuperado se ha convertido nuevamente a su forma adulta (Yoko Fujita). Grave la encara exigiendo que le conceda su deseo de enfrentar al enemigo más poderoso, a lo que ella explica que su poder solo puede conceder la destrucción, por ello Grave reformula su deseo pidiendo que intente destruirlo; ambos se enfrascan en una pelea donde el guerrero usa todas sus habilidades y armas disponibles pero es herido constantemente y no logra lastimarla hasta que Ryuen le entrega nuevamente la espada y tras un gran esfuerzo logra desenvainarla demostrando que el filo del arma no solo es capaz de herir a la diosa, sino también le otorga poderes divinos a Grave; aun así, antes que el hombre obtenga todo el poder de la espada la diosa logra darle un golpe mortal tras lo cual con un beso le traspasa parte de su poder y posteriormente se eleva al cielo.
De entre las ruinas de la pelea logran salir con vida Ryuen y Yuri para ver como desde el cielo caen sin cesar cadáveres de ángeles, la joven revela que ella misma es un ángel a quien la diosa en el pasado le arrancó las alas y dejó varada en la tierra, ahora que ha subido al cielo ha comenzado un genocidio ya que no hay nadie con la fuerza para enfrentarla. Cuando Ryuen, pregunta si no alguna esperanza de salvación ambos atestiguan como Grave se levanta y mientras el Yuri responde "Si, queda él" el poder dado por la diosa y el de la espada se combinan en él permitiéndole elevarse al cielo para perseguir a la diosa.

## Elenco
- Tak Sakaguchi - Grave
- Takamasa Suga - Ryuen
- Kentaro Seagal - Sid
- Yuhki Takeuchi - Yuri
- Honoka Asada - Niña
- Yoko Fujita - Diosa de la destrucción.
- Masumi Shirai - Gemela izquierda
- Mie Nakao - Gemela derecha
- Ben Hiura - Monje superior
- Osamu Takahashi - Maestro
- Chuck Johnson - Musculoso
- Kei Hasegawa - Peleador de Capoeira
- Masaki Inatome - Ninja A / Vampiro 01
- Hitoshi Fukushima - Ninja B
- Naohiro Kawamoto - Vampiro 02
- Hiroko Yashiki - Ángel Caído
- Kentaro Shimazu - Bandido de montaña
- Shuhei - Bandido Rene
- Shuya Yoshimoto - Bandido Leo
- Masaki Suzumura - Bandido Gogh
- Bob Suzuki - Bandido Joha
- Daijiro Tsuruoka - Bandido Dali